# Ponç V d'Empúries
Ponç V o Ponç Hug IV d'Empúries (ca. 1264-1313) fou comte d'Empúries (1277-1313) i vescomte de Bas (1285-1291).

## Orígens familiars
Fill d'Hug V d'Empúries i de Sibil·la de Palau, heretà el comtat d'Empúries a la mort del seu pare el 1277 quan era encara infant.

## Vida política
La seva mare, vídua, va vendre el vescomtat de Bas al comte-rei Pere el Gran el 1280. Va participar el 1282 en les lluites de les Vespres sicilianes i la Croada contra la Corona d'Aragó, quan va defensar Banyuls de la Marenda i el coll de la Maçana.
Fou un trobador ocasional amb motiu de la resposta que escriví a la composició que Montaner Pérez de Sosa, missatger del rei Frederic III de Sicília, havia introduït a Catalunya. Aquest missatge fou motivat pels preparatius bèl·lics de Jaume el Just, l'any 1298 per apoderar-se de Sicília. Quan Frederic se n'assabentà, envià un missatger a Catalunya amb la finalitat d'induir barons, cavallers i ciutats a fer desistir el seu rei de l'atac. Ponç Hug d'Empúries havia estat a Sicília, on tenia un germà, Huguet; i encara que mantenia la fidelitat al seu rei Jaume, era contrari a una lluita entre germans. En el poema de resposta anima Frederic a continuar com a rei de Sicília, encara que ho fa de forma de no quedi malament amb el seu propi rei.
Fou almirall de la flota de Jaume II el Just com a rei de Sicília, i l'acompanyà en el seu retorn a Catalunya el 1291. Sembla que l'any 1295, a la batalla del cap Orlando, Ponç Hug lluità en l'estol de Jaume II, mentre que el seu germà ho feia a les ordres del rei sicilià. Va cedir el vescomtat de Bas al seu germà Hug, a condició de restituir-lo si no tenia descendents legítims. A canvi el 1292 adquirí les senyories de Castellfollit, Mont-ros i Montagut. Contrari a molts interessos reials, va foragitar amb les armes els funcionaris enviats pel comte-rei, però arruïnat el 1306 s'hi hagué de sotmetre.

## Núpcies i descendents
Es casà el 1281 amb Marquesa de Cabrera, per la qual cosa uní el senyoriu de Cabrera al comtat d'Empúries. Tingué tres fills:
- l'infant Hug d'Empúries, nomenat hereu però mort assassinat el 1309
- l'infant Ponç VI d'Empúries (v 1290-1322), comte d'Empúries
- la infanta Blancaflor d'Empúries (?-1313)